# Kuapol
Kuapol är en ort i Mexiko.   Den ligger i kommunen Tlaltetela och delstaten Veracruz, i den sydöstra delen av landet, 230 km öster om huvudstaden Mexico City. Kuapol ligger 1 298 meter över havet och antalet invånare är 150.
Terrängen runt Kuapol är kuperad åt sydost, men åt nordväst är den bergig. Runt Kuapol är det ganska tätbefolkat, med 214 invånare per kvadratkilometer. Närmaste större samhälle är Huatusco de Chicuellar, 11,0 km söder om Kuapol. I omgivningarna runt Kuapol växer huvudsakligen savannskog.